# Escut i bandera d'Albatera
L'escut i la bandera d'Albatera són els símbols representatius d'Albatera, municipi del País Valencià, a la comarca del Baix Segura.

## Escut heràldic
L'escut oficial d'Albatera té el següent blasonament:
| « | Escut quadrilong de punta redona, mig partit i truncat. Al primer quarter, en camp de gules, un roc d'or. Al segon quarter, en camp d'argent, una corneta de sable, enllaçada de gules. Al tercer quarter, una petxina d'argent, sobre camp d'atzur. Per timbre, una corona reial oberta. | » |

## Bandera
La bandera oficial d'Albatera té la següent descripció:
| « | Bandera de proporcions 2:3. Tercejada vertical, sent el segon terç, en el centre, de doble amplària que els altres dos; de color gules, carregat de l'escut municipal. El primer terç, el de l'asta, de blau. En el tercer terç, el batent, de groc. | » |

## Història
L'escut s'aprovà per Resolució de 2 de juliol de 1997, del conseller de Presidència, publicada en el DOGV núm. 3.077, de 12 de setembre de 1997.
El roc i la corneta són les armes dels Rocafull, antics senyors de la localitat. La petxina és el símbol al·lusiu a sant Jaume, patró de la vila.
La bandera s'aprovà per Resolució de 3 de setembre de 1999, del conseller de Justícia i Administracions Públiques, publicada en el DOGV núm. 3.614, de 28 d'octubre de 1999.